# 마이크로소프트 버추얼 서버
마이크로소프트 버추얼 서버(Microsoft Virtual Server)는 윈도우 XP, 윈도우 비스타, 윈도우 서버 2003 운영 체제 위에 가상 머신을 설치해 주는 가상화 솔루션이다. 원래 커넥틱스사가 개발하였으나 훗날 마이크로소프트에 인수되었다. 버추얼 PC는 마이크로소프트 관련 데스크톱 가상화 소프트웨어 꾸러미이다.
가상 머신은 IIS 웹 기반 인터페이스나, VMRCplus와 같은 윈도우 클라이언트 응용 프로그램을 통해 구성할 수 있다.
최신 버전은 버추얼 서버 2005 R2 SP1이며, 지금은 하이퍼-V가 새로 모습을 드러냈다.

## 제한
2007년 9월 기준으로 버추얼 서버의 제한은 다음과 같다:
- 버추얼 서버 2005 R2가 x86-64 프로세서를 갖춘 호스트 컴퓨터에서 실행할 수 있으나 x86-64 프로세서를 요구하는 x64 게스트 운영 체제를 실행할 수 없다. (즉, 게스트 운영 체제는 64비트로는 실행되지 않는다)
- SMP를 이용하지만 활용하지는 않는다. (하나의 게스트 운영 체제에 오직 하나의 CPU만을 할당한다.)
- 명령어 집합이 현재 플랫폼 안에서 가상화되므로 성능이 떨어질 수 있으며, 호스트 하드웨어와 직접적인 상호 작용에 큰 제약이 있다.[2][3]

## 같이 보기
- 하이퍼바이저
- x86 가상화